# Sportovní Klub Slavia Praha 2019-2020
Questa voce raccoglie le informazioni riguardanti lo Sportovní Klub Slavia Praha nelle competizioni ufficiali della stagione 2019-2020.

## Rosa
| N. |                           | Ruolo | Calciatore             |
| -- | ------------------------- | ----- | ---------------------- |
| 1  | Rep. Ceca (bandiera)      | P     | Ondřej Kolář           |
| 2  | Rep. Ceca (bandiera)      | D     | David Hovorka          |
| 3  | Rep. Ceca (bandiera)      | D     | Tomáš Holeš            |
| 4  | Costa d'Avorio (bandiera) | D     | Mohamed Tijani         |
| 5  | Rep. Ceca (bandiera)      | D     | Vladimír Coufal        |
| 6  | Rep. Ceca (bandiera)      | D     | David Zima             |
| 7  | Romania (bandiera)        | C     | Nicolae Stanciu        |
| 9  | Nigeria (bandiera)        | C     | Peter Oladeji Olayinka |
| 11 | Rep. Ceca (bandiera)      | A     | Stanislav Tecl         |
| 13 | Rep. Ceca (bandiera)      | D     | Patrik Hellebrand      |
| 15 | Rep. Ceca (bandiera)      | D     | Ondřej Kúdela          |
| 17 | Rep. Ceca (bandiera)      | C     | Lukáš Provod           |
| 18 | Rep. Ceca (bandiera)      | D     | Jan Bořil              |
| 19 | Liberia (bandiera)        | C     | Oscar Dorley           |

| N. |                           | Ruolo | Calciatore          |
| -- | ------------------------- | ----- | ------------------- |
| 20 | Brasile (bandiera)        | A     | João Felipe         |
| 23 | Rep. Ceca (bandiera)      | C     | Petr Ševčík         |
| 24 | Rep. Ceca (bandiera)      | D     | Ladislav Takács     |
| 25 | Rep. Ceca (bandiera)      | D     | Michal Frydrych     |
| 26 | Rep. Ceca (bandiera)      | C     | Lukáš Červ          |
| 27 | Costa d'Avorio (bandiera) | C     | Ibrahim Traoré      |
| 28 | Rep. Ceca (bandiera)      | C     | Lukáš Masopust      |
| 29 | Bahrein (bandiera)        | A     | Abdulla Yusuf Helal |
| 30 | Rep. Ceca (bandiera)      | P     | Jakub Markovič      |
| 31 | Rep. Ceca (bandiera)      | P     | Přemysl Kovář       |
| 32 | Rep. Ceca (bandiera)      | D     | Daniel Kosek        |
| 33 | Croazia (bandiera)        | A     | Petar Musa          |
| 34 | Rep. Ceca (bandiera)      | P     | Jan Sirotník        |